# Genormaliseerd rekeningstelsel/bijlage
In België is het (minimum algemeen) genormaliseerd rekeningstelsel (MAR) een wettelijk voorgeschreven rekeningenschema voor het voeren van een boekhouding in een onderneming. Het is een uitvloeisel van de wetgeving op de jaarrekening, die streeft naar leesbaarheid en eenvormigheid van de jaarrekening. Elk boekhoudplan of elk boekhoudpakket moet minimaal deze rekeningen bevatten, met de opgegeven nummers.

## Klasse 1.Eigen vermogen,voorzieningen voor risico's en kostenenschuldenop meer dan één jaar
- 10. Kapitaal
  - 100 Geplaatst kapitaal
  - 101 Niet-opgevraagd kapitaal (-)
- 11. Uitgiftepremies
- 12. Herwaarderingsmeerwaarden
  - 120 Herwaarderingsmeerwaarden op immateriële vaste activa
  - 121 Herwaarderingsmeerwaarden op materiële vaste activa
  - 122 Herwaarderingsmeerwaarden op financiële vaste activa
  - 123 Herwaarderingsmeerwaarden op voorraden
  - 124 Terugneming van waardeverminderingen op geldbeleggingen
- 13. Reserves
  - 130 Wettelijke reserve
  - 131 Onbeschikbare reserves
    - 1310 Reserve voor eigen aandelen
    - 1311 Andere onbeschikbare reserves

  - 132 Belastingvrije reserves
  - 133 Beschikbare reserves
- 14. Overgedragen winst (of Overgedragen verlies (-) )
- 15. Kapitaalsubsidies
- 16. Voorzieningen en uitgestelde belastingen
  - 160 Voorzieningen voor pensioenen en soortgelijke verplichtingen
  - 161 Voorzieningen voor belastingen
  - 162 Voorzieningen voor grote herstellingswerken en grote onderhoudswerken
  - 163 Voorzieningen voor milieuverplichtingen
  - 164 tot 165 Voorzieningen voor overige risico's en kosten
  - 168 Uitgestelde belastingen
    - 1680 Uitgestelde belastingen op kapitaalsubsidies
    - 1681 Uitgestelde belastingen op gerealiseerde meerwaarden op immateriële vaste activa
    - 1682 Uitgestelde belastingen op gerealiseerde meerwaarden op materiële vaste activa
    - 1687 Uitgestelde belastingen op gerealiseerde meerwaarden op effecten die zijn uitgegeven door de Belgische openbare sector
    - 1688 Buitenlandse uitgestelde belastingen
- 17. Schulden op meer dan één jaar
  - 170 Achtergestelde leningen
    - 1700 Converteerbaar
    - 1701 Niet converteerbaar

  - 171 Niet-achtergestelde obligatieleningen
    - 1710 Converteerbaar
    - 1711 Niet converteerbaar

  - 172 Leasingschulden en soortgelijke
  - 173 Kredietinstellingen
    - 1730 Schulden op rekeningen
    - 1731 Promessen
    - 1732 Acceptkredieten

  - 174 Overige leningen
  - 175 Handelsschulden
    - 1750 Leveranciers
    - 1751 Te betalen wissels

  - 176 Ontvangen vooruitbetalingen op bestellingen
  - 178 Borgtochten ontvangen in contanten
  - 179 Overige schulden
- 19. Voorschot aan vennoten op verdeling nettoactief

## Klasse 2.Oprichtingskosten,vaste activaenvorderingen op meer dan één jaar
NB: De kosten van onderzoek zijn komen te vervallen. Kosten van onderzoek worden voortaan meteen in klasse 6 geboekt.
- 20. Oprichtingskosten
  - 200 Kosten van oprichting en kapitaalverhoging
  - 201 Kosten bij uitgifte van leningen
  - 202 Overige oprichtingskosten
  - 204 Herstructureringskosten
- 21. Immateriële vaste activa
  - 210 Kosten ¨van [onderzoek en] ontwikkeling
  - 211 Concessies, octrooien, licenties, knowhow, merken en soortgelijke rechten
  - 212 Goodwill
  - 213 Vooruitbetalingen
- 22. Terreinen en gebouwen
  - 220 Terreinen
  - 221 Gebouwen
  - 222 Bebouwde terreinen
  - 223 Overige zakelijke rechten op onroerende goederen
- 23. Installaties, machines en uitrusting
- 24. Meubilair en rollend materieel
- 25. Vaste activa in leasing of op grond van een soortgelijk recht
  - 250 Terreinen en gebouwen
  - 251 Installaties, machines en uitrusting
  - 252 Meubilair en rollend materieel
- 26. Andere materiële vaste activa
- 27. Vaste activa in aanbouw en vooruitbetalingen
- 28. Financiële vaste activa
  - 280 Deelnemingen in verbonden ondernemingen
    - 2800 Aanschaffingswaarde
    - 2801 Nog te storten bedragen (-)
    - 2808 Geboekte meerwaarden
    - 2809 Geboekte waardeverminderingen (-)

  - 281 Vorderingen op verbonden ondernemingen
    - 2810 Vorderingen op rekening
    - 2811 Te innen wissels
    - 2812 Vastrentende effecten
    - 2817 Dubieuze debiteuren
    - 2819 Geboekte waardeverminderingen (-)

  - 282 Deelnemingen in ondernemingen waarmee een deelnemingsverhouding bestaat
    - 2820 Aanschaffingswaarde
    - 2821 Nog te storten bedragen (-)
    - 2828 Geboekte meerwaarden
    - 2829 Geboekte waardeverminderingen (-)

  - 283 Vorderingen op ondernemingen waarmee een deelnemingsverhouding bestaat
    - 2830 Vorderingen op rekening
    - 2831 Te innen wissels
    - 2832 Vastrentende effecten
    - 2837 Dubieuze debiteuren
    - 2839 Geboekte waardeverminderingen (-)

  - 284 Andere aandelen
    - 2840 Aanschaffingswaarde
    - 2841 Nog te storten bedragen (-)
    - 2848 Geboekte meerwaarden
    - 2849 Geboekte waardeverminderingen (-)

  - 285 Overige vorderingen
    - 2850 Vorderingen op rekening
    - 2851 Te innen wissels
    - 2852 Vastrentende effecten
    - 2857 Dubieuze debiteuren
    - 2859 Geboekte waardeverminderingen (-)

  - 288 Borgtochten betaald in contanten
- 29. Vorderingen op meer dan één jaar
  - 290 Handelsvorderingen
    - 2900 Handelsdebiteuren
    - 2901 Te innen wissels
    - 2906 Vooruitbetalingen
    - 2907 Dubieuze debiteuren
    - 2909 Geboekte waardeverminderingen (-)

  - 291 Overige vorderingen
    - 2910 Vorderingen op rekening
    - 2911 Te innen wissels
    - 2917 Dubieuze debiteuren
    - 2919 Geboekte waardeverminderingen (-)

## Klasse 3.Voorraden en bestellingen in uitvoering
- 30. Grondstoffen
  - 300 Aanschaffingswaarde
  - 309 Geboekte waardeverminderingen (-)
- 31. Hulpstoffen
  - 310 Aanschaffingswaarde
  - 319 Geboekte waardeverminderingen (-)
- 32. Goederen in bewerking
  - 320 Aanschaffingswaarde
  - 329 Geboekte waardeverminderingen (-)
- 33. Gereed product
  - 330 Aanschaffingswaarde
  - 339 Geboekte waardeverminderingen (-)
- 34. Handelsgoederen
  - 340 Aanschaffingswaarde
  - 349 Geboekte waardeverminderingen (-)
- 35. Onroerende goederen bestemd voor verkoop
  - 350 Aanschaffingswaarde
  - 359 Geboekte waardeverminderingen (-)
- 36. Vooruitbetalingen op voorraadinkopen
  - 360 Vooruitbetalingen
  - 369 Geboekte waardeverminderingen (-)
- 37. Bestellingen in uitvoering
  - 370 Aanschaffingswaarde
  - 371 Toegerekende winst
  - 379 Geboekte waardeverminderingen (-)

## Klasse 4.Vorderingenenschulden op ten hoogste een jaar
- 40. Handelsvorderingen
  - 400 Handelsdebiteuren
  - 401 Te innen wissels
  - 404 Te innen opbrengsten
  - 406 Vooruitbetalingen
  - 407 Dubieuze debiteuren
  - 409 Geboekte waardeverminderingen (-)
- 41. Overige vorderingen
  - 410 Opgevraagd, niet-gestort kapitaal
  - 411 Terug te vorderen btw
  - 412 Terug te vorderen belastingen en voorheffingen
    - 4120 tot 4124 Belgische winstbelastingen
    - 4125 tot 4127 Andere Belgische belastingen
    - 4128 Buitenlandse belastingen

  - 414 Te innen opbrengsten
  - 416 Diverse vorderingen
  - 417 Dubieuze debiteuren
  - 418 Borgtochten betaald in contanten
  - 419 Geboekte waardeverminderingen (-)
- 42. Schulden op meer dan één jaar die binnen het jaar vervallen (zelfde onderverdeling als rek. 17)
- 43. Financiële schulden
  - 430 Kredietinstellingen - Leningen op rekeningen met vaste termijn
  - 431 Kredietinstellingen - Promessen
  - 432 Kredietinstellingen - Acceptkredieten
  - 433 Kredietinstellingen - Schulden in rekening courant
  - 439 Overige leningen
- 44. Handelsschulden
  - 440 Leveranciers
  - 441 Te betalen wissels
  - 444 Te ontvangen facturen
- 45. Schulden met betrekking tot belastingen, bezoldigingen en sociale lasten
  - 450 Geraamd bedrag der belastingschulden
    - 4500 tot 4504 Belgische winstbelastingen
    - 4505 tot 4507 Andere Belgische belastingen en taksen
    - 4508 Buitenlandse belastingen en taksen

  - 451 Te betalen btw
  - 452 Te betalen belastingen en taksen
    - 4520 tot 4524 Belgische winstbelastingen
    - 4525 tot 4527 Andere Belgische belastingen en taksen
    - 4528 Buitenlandse belastingen en taksen

  - 453 Ingehouden voorheffingen
  - 454 Rijksdienst voor Sociale Zekerheid
  - 455 Bezoldigingen
  - 456 Vakantiegeld
  - 459 Andere sociale schulden
- 46. Ontvangen vooruitbetalingen op bestellingen
- 47. Schulden uit de bestemming van het resultaat
  - 470 Dividenden en tantièmes over vorige boekjaren
  - 471 Dividenden over het boekjaar
  - 472 Tantièmes over het boekjaar
  - 473 Andere rechthebbenden
- 48. Diverse schulden
  - 480 Vervallen obligaties en coupons
  - 488 Borgtochten ontvangen in contanten
  - 489 Andere diverse schulden
- 49. Overlopende rekeningen en wachtrekeningen
  - 490 Over te dragen kosten
  - 491 Verkregen opbrengsten
  - 492 Toe te rekenen kosten
  - 493 Over te dragen opbrengsten
  - 499 Wachtrekeningen

## Klasse 5.GeldbeleggingenenLiquide middelen
- 50. Eigen aandelen
- 51. Aandelen en geldbeleggingen andere dan vastrentende beleggingen
  - 510 Aanschaffingswaarde
    - 5100 Aandelen
    - 5101 Geldbeleggingen andere dan vastrentende beleggingen

  - 511 Niet-opgevraagde bedragen (-)
    -       - 5110 Aandelen

  - 519 Geboekte waardeverminderingen (-)
- 52. Vastrentende effecten
  - 520 Aanschaffingswaarde
  - 529 Geboekte waardeverminderingen (-)
- 53. Termijndeposito's
  - 530 Op meer dan één jaar
  - 531 Op meer dan één maand en op ten hoogste één jaar
  - 532 Op ten hoogste één maand
  - 539 Geboekte waardeverminderingen (-)
- 54. Te incasseren vervallen waarden
- 55. Kredietinstellingen
  - 550 tot 559 Rekeningen geopend bij verschillende instellingen, onder te verdelen in :
    - ...0 Rekening-courant
    - ...1 Uitgeschreven cheques (-)
    - ...9 Geboekte waardeverminderingen (-)
- 56. Postcheque en girodienst
  - 560 Rekening-courant
  - 561 Uitgeschreven cheques (-)
- 57. Kassen
  - 570 ot 577 Kassen-contanten
  - 578 Kassen-zegels
- 58. Interne overboekingen

## Klasse 6.Kosten
- 60. Handelsgoederen, grond- en hulpstoffen
  - 600 Aankopen van grondstoffen
  - 601 Aankopen van hulpstoffen
  - 602 Aankopen van diensten, werk en studies
  - 603 Algemene onderaannemingen
  - 604 Aankopen van handelsgoederen
  - 605 Aankopen van onroerende goederen bestemd voor verkoop
  - 608 Ontvangen kortingen, ristorno's en rabatten (-)
  - 609 Voorraadwijzigingen
    - 6090 van grondstoffen
    - 6091 van hulpstoffen
    - 6094 van handelsgoederen
    - 6095 van gekochte onroerende goederen bestemd voor verkoop
- 61. Diensten en diverse goederen
  - Deze rubriek moet worden aangepast aan de aard van de onderneming en aan de informatiebehoeften.
  - 617 Uitzendkrachten en personen ter beschikking gesteld van de onderneming
  - 618 Bezoldigingen, premies voor buitenwettelijke verzekeringen, ouderdoms- en overlevingspensioenen van bestuurders, zaakvoerders en werkende vennoten, die niet worden toegekend uit hoofde van een arbeidsovereenkomst
- 62. Bezoldigingen, sociale lasten en pensioenen
  - 620 Bezoldigingen en rechtstreekse sociale voordelen
    - 6200 Bestuurders of zaakvoerders
    - 6201 Directiepersoneel
    - 6202 Bedienden
    - 6203 Arbeiders
    - 6204 Andere personeelsleden

  - 621 Werkgeversbijdragen voor sociale verzekeringen
  - 622 Werkgeverspremies voor bovenwettelijke verzekeringen
  - 623 Andere personeelskosten
  - 624 Ouderdoms- en overlevingspensioenen
    - 6240 Bestuurders of zaakvoerders onder dienstcontract
    - 6241 Personeel
- 63. Afschrijvingen, waardeverminderingen en voorzieningen voor risico's en kosten
  - 630 Afschrijvingen en waardeverminderingen op vaste activa - Toevoeging
    - 6300 Afschrijvingen op oprichtingskosten
    - 6301 Afschrijvingen op immateriële vaste activa
    - 6302 Afschrijvingen op materiële vaste activa
    - 6308 Waardeverminderingen op immateriële vaste activa
    - 6309 Waardeverminderingen op materiële vaste activa

  - 631 Waardeverminderingen op voorraden
    - 6310 Toevoeging
    - 6311 Terugneming (-)

  - 632 Waardeverminderingen op bestellingen in uitvoering
    - 6320 Toevoeging
    - 6321 Terugneming (-)

  - 633 Waardeverminderingen op handelsvorderingen op meer dan één jaar
    - 6330 Toevoeging
    - 6331 Terugneming (-)

  - 634 Waardeverminderingen op handelsvorderingen op ten hoogste één jaar
    - 6340 Toevoeging
    - 6341 Terugneming (-)

  - 635 Voorzieningen voor pensioenen en soortgelijke verplichtingen
    - 6350 Toevoeging
    - 6351 Besteding en terugneming (-)

  - 636 Voorzieningen voor grote herstellingswerken en grote onderhoudswerken
    - 6360 Toevoeging
    - 6361 Besteding en terugneming (-)

  - 637 Voorzieningen voor andere risico's en kosten
    - 6370 Toevoeging
    - 6371 Besteding en terugneming (-)

  - 638 Voorzieningen voor andere risico's en kosten
    - 6380 Toevoeging
    - 6381 Besteding en terugneming (-)
- 64. Andere bedrijfskosten
  - 640 Bedrijfsbelastingen
  - 641 Minderwaarden op de courante realisatie van vaste activa
  - 642 Minderwaarden op de realisatie van handelsvorderingen
  - 643 tot 648 Diverse bedrijfskosten
  - 649 Als herstructureringskosten geactiveerde bedrijfskosten (-)
- 65. Financiële kosten
  - 650 Kosten van schulden
    - 6500 Rente, commissies en kosten verbonden aan schulden
    - 6501 Afschrijving van kosten bij uitgifte van leningen en van disagio
    - 6502 Andere kosten van schulden
    - 6503 Geactiveerde intercalaire interesten (-)

  - 651 Waardeverminderingen op vlottende activa
    - 6510 Toevoeging
    - 6511 Terugneming (-)

  - 652 Minderwaarden op de realisatie van vlottende activa
  - 653 Discontokosten op vorderingen
  - 654 Wisselresultaten
  - 655 Resultaten uit de omrekening van vreemde valuta
  - 656 Voorzieningen met financieel karakter
    - 6560 Toevoegingen
    - 6561 Bestedingen en terugnemingen (-)

  - 657 tot 658 Diverse financiële kosten
  - 659 Als herstructureringskosten geactiveerde financiële kosten
- 66. Niet-recurrente bedrijfs- of financiële kosten
  - 660 Niet-recurrente afschrijvingen en waardeverminderingen (toevoeging)
    - 6600 op oprichtingskosten
    - 6601 op immateriële vaste activa
    - 6602 op materiële vaste activa

  - 661 Waardeverminderingen op financiële vaste activa (toevoeging)
  - 662 Voorzieningen voor niet-recurrente risico's en kosten
    - 6620 Voorzieningen voor niet-recurrente bedrijfsrisico's en -kosten
      - 66200 Toevoeging
      - 66201 Besteding (-)

    - 6621 Voorzieningen voor niet-recurrente financiële risico's en -kosten
      - 66210 Toevoeging
      - 66211 Besteding (-)

  - 663 Minderwaarden op de realisatie van vaste activa
    - 6630 Minderwaarden op de realisatie van immateriële en materiële vaste activa
    - 6631 Minderwaarden op de realisatie van financiële vaste activa

  - 664 tot 667 Andere niet-recurrente bedrijfskosten
  - 668 Andere niet-recurrente financiële kosten
    - 6690 Als herstructureringskosten geactiveerde niet-recurrente bedrijfskosten (-)
    - 6691 Als herstructureringskosten geactiveerde niet-recurrente financiële kosten (-)
- 67. Belastingen op het resultaat
  - 670 Belgische belastingen op het resultaat van het boekjaar
    - 6700 Verschuldigde of gestorte belastingen en voorheffingen
    - 6701 Geactiveerde overschotten van betaalde belastingen en voorheffingen (-)
    - 6702 Geraamde belastingen

  - 671 Belgische belastingen op het resultaat van vorige boekjaren
    - 6710 Verschuldigde of gestorte belastingsupplementen
    - 6711 Geraamde belastingsupplementen
    - 6712 Gevormde fiscale voorzieningen

  - 672 Buitenlandse belastingen op het resultaat van het boekjaar
  - 673 Buitenlandse belastingen op het resultaat van vorige boekjaren
- 68. Overboeking naar de uitgestelde belastingen en naar de belastingvrije reserves
  - 680 Overboeking naar de uitgestelde belastingen
  - 689 Overboeking naar de belastingvrije reserves
- 69. Resultaatverwerking
  - 690 Overgedragen verlies van het vorige boekjaar
  - 691 Toevoeging aan het kapitaal en aan de uitgiftepremie
  - 692 Toevoeging aan de reserves
    - 6920 Toevoeging aan de wettelijke reserve
    - 6921 Toevoeging aan de overige reserves

  - 693 Over te dragen winst
  - 694 Vergoeding van het kapitaal
  - 695 Bestuurders of zaakvoerders
  - 696 Werknemers
  - 697 Andere rechthebbenden

## Klasse 7.Opbrengsten
- 70. Omzet
  - 700 tot 707 Verkopen en dienstprestaties
  - 708 Toegekende kortingen, ristorno's en rabatten (-)
- 71. Wijzigingen in de voorraden en in de bestellingen in uitvoering
  - 712 In de voorraad goederen in bewerking
  - 713 In de voorraad gereed product
  - 715 In de voorraad onroerende goederen bestemd voor verkoop
  - 717 In de bestellingen in uitvoering
    - 7170 Aanschaffingswaarde
    - 7171 Toegerekende winst
- 72. Geproduceerde vaste activa
- 74. Andere bedrijfsopbrengsten
  - 740 Bedrijfssubsidies en compenserende bedragen
  - 741 Meerwaarden op de courante realisatie van materiële vaste activa
  - 742 Meerwaarden op de realisatie van handelsvorderingen
  - 743 tot 749 Diverse bedrijfsopbrengsten
- 75. Financiële opbrengsten
  - 750 Opbrengsten uit financiële vaste activa
  - 751 Opbrengsten uit vlottende activa
  - 752 Meerwaarden op de realisatie van vlottende activa
  - 753 Kapitaal- en interestsubsidies
  - 754 Wisselresultaten
  - 755 Resultaten uit de omrekening van vreemde valuta
  - 756 tot 759 Diverse financiële opbrengsten
- 76. Niet-recurrente bedrijfs- of financiële opbrengsten
  - 760 Terugneming van afschrijvingen en waardeverminderingen
    - 7600 op immateriële vaste activa
    - 7601 op materiële vaste activa

  - 761 Terugneming van waardeverminderingen op financiële vaste activa
  - 762 Terugneming van voorzieningen voor niet-recurrente risico's en kosten
    - 7620 Terugneming van voorzieningen voor niet-recurrente bedrijfsrisico's en kosten
    - 7621 Terugneming van voorzieningen voor niet-recurrente financiële risico's en kosten

  - 763 Meerwaarden op de realisatie van vaste activa
    - 7630 Meerwaarden op de realisatie van immateriële en materiële vaste activa
    - 7631 Meerwaarden op de realisatie van financiële vaste activa

  - 764 tot 768 Andere niet-recurrente bedrijfsopbrengsten
  - 769 Andere niet-recurrente financiële opbrengsten
- 77. Regularisering van belastingen en terugneming van fiscale voorzieningen
  - 771 Belgische belastingen op het resultaat
    - 7710 Regularisering van verschuldigde of betaalde belastingen
    - 7711 Regularisering van geraamde belastingen
    - 7712 Terugneming van fiscale voorzieningen

  - 773 Buitenlandse belastingen op het resultaat
- 78. Onttrekking aan de belastingvrije reserves en de uitgestelde belastingen
  - 780 Onttrekkingen aan de uitgestelde belastingen
  - 789 Onttrekkingen aan de belastingvrije reserves
- 79. Resultaatverwerking
  - 790 Overgedragen winst van het vorige boekjaar
  - 791 Onttrekking aan het kapitaal en aan de uitgiftepremies
  - 792 Onttrekking aan de reserves
  - 793 Over te dragen verlies
  - 794 Tussenkomst van vennoten (of van de eigenaar) in het verlies

## Klasse 0. Niet in de balans opgenomen rechten en verplichtingen
- 00. Zekerheden door derden gesteld voor rekening van de onderneming
  - 000 Crediteuren van de onderneming, houders van door derden gestelde zekerheden
  - 001 Derden, stellers van zekerheden voor rekening van de onderneming
- 01. Persoonlijke zekerheden gesteld voor rekening van derden
  - 010 Debiteuren wegens verplichtingen uit wissels in omloop
  - 011 Crediteuren wegens verplichtingen uit wissels in omloop
    - 0110 Door de ondernemingen geëndosseerde, overgedragen wissels
    - 0111 Andere verplichtingen uit wissels in omloop

  - 012 Debiteuren wegens andere persoonlijke zekerheden
  - 013 Crediteuren wegens andere persoonlijke zekerheden
- 02. Zakelijke zekerheden gesteld op eigen activa
  - 020 Crediteuren van de onderneming, houders van zakelijke zekerheden
  - 021 Zakelijke zekerheden gesteld voor eigen rekening
  - 022 Crediteuren van derden, houders van zakelijke zekerheden
  - 023 Zakelijke zekerheden gesteld voor rekening van derden
- 03. Ontvangen zekerheden
  - 030 Statutaire bewaargevingen
  - 031 Statutaire bewaargevers
  - 032 Ontvangen zekerheden
  - 033 Zekerheidsstellers
- 04. Goederen en waarden gehouden door derden in hun naam, maar ten bate en voor risico van de onderneming
  - 040 Derden, houders in hun naam, maar ten bate en voor risico van de onderneming van goederen en waarden
  - 041 Goederen en waarden gehouden door derden in hun naam, maar ten bate en voor risico van de onderneming
- 05. Verplichtingen tot aan- en verkoop van vaste activa
  - 050 Verplichtingen tot aankoop
  - 051 Crediteuren wegens verplichtingen tot aankoop
  - 052 Debiteuren wegens verplichtingen tot verkoop
  - 053 Verplichtingen tot verkoop
- 06. Termijnovereenkomsten
  - 060 Op termijn gekochte goederen - te ontvangen
  - 061 Crediteuren wegens op termijn gekochte goederen
- 062 Debiteuren wegens op termijn verkochte goederen
  - 063 Op termijn verkochte goederen - te leveren
  - 064 Op termijn gekochte deviezen - te ontvangen
  - 065 Crediteuren wegens op termijn gekochte deviezen
  - 066 Debiteuren wegens op termijn verkochte deviezen
  - 067 Op termijn verkochte deviezen - te leveren
- 07. Goederen en waarden van derden gehouden door de onderneming
  - 070 Gebruiksrechten op lange termijn
    - 0700 Terreinen en gebouwen
    - 0701 Installaties, machines en uitrusting
    - 0702 Meubilair en rollend materieel

  - 071 Crediteuren wegens huurgelden en vergoedingen
  - 072 Goederen en waarden door derden in bewaring, in consignatie of in bewerking gegeven
  - 073 Committenten en deponenten van goederen en waarden
  - 074 Goederen en waarden gehouden voor rekening of ten bate en voor risico van derden
  - 075 Crediteuren wegens goederen en waarden gehouden voor rekening of ten bate en voor risico van derden
- 09. Diverse rechten en verplichtingen